# メトロ・デ・ブラジリア
メトロ・デ・ブラジリア（葡:Metrô do Distrito Federal）は、ブラジルの首都ブラジリアの都市鉄道および地下鉄である。

## 概要

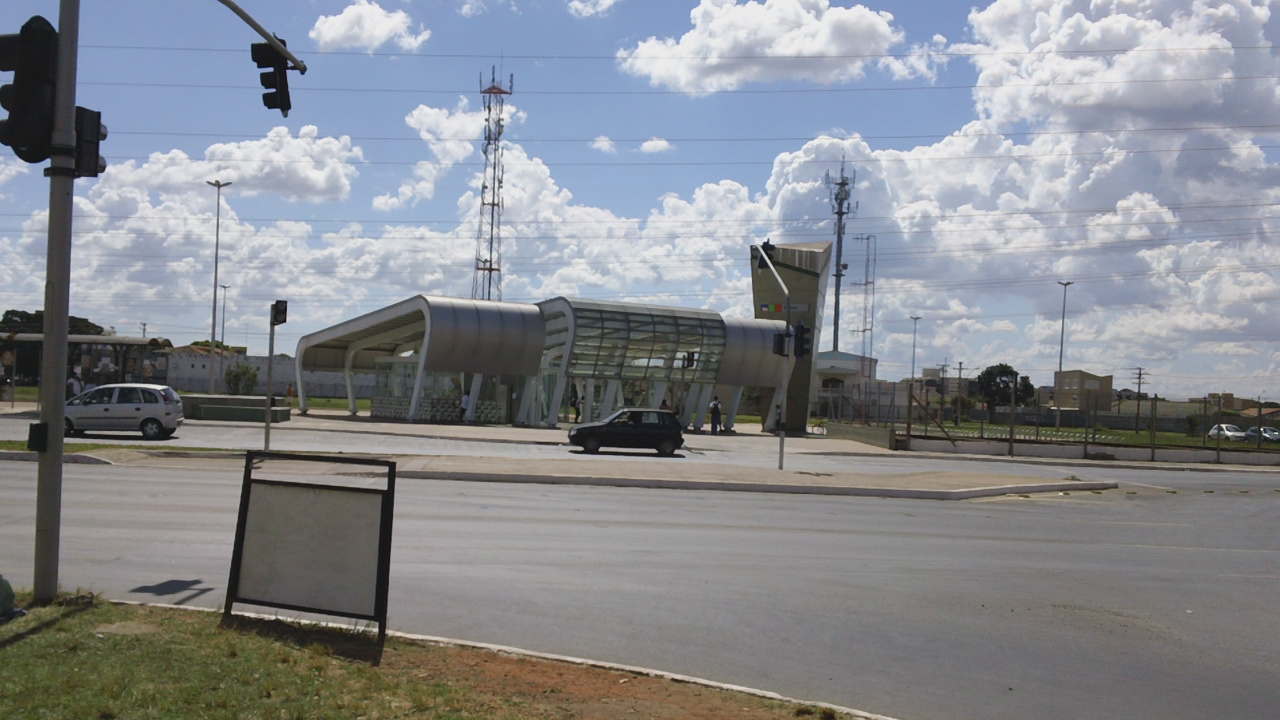
Guará駅

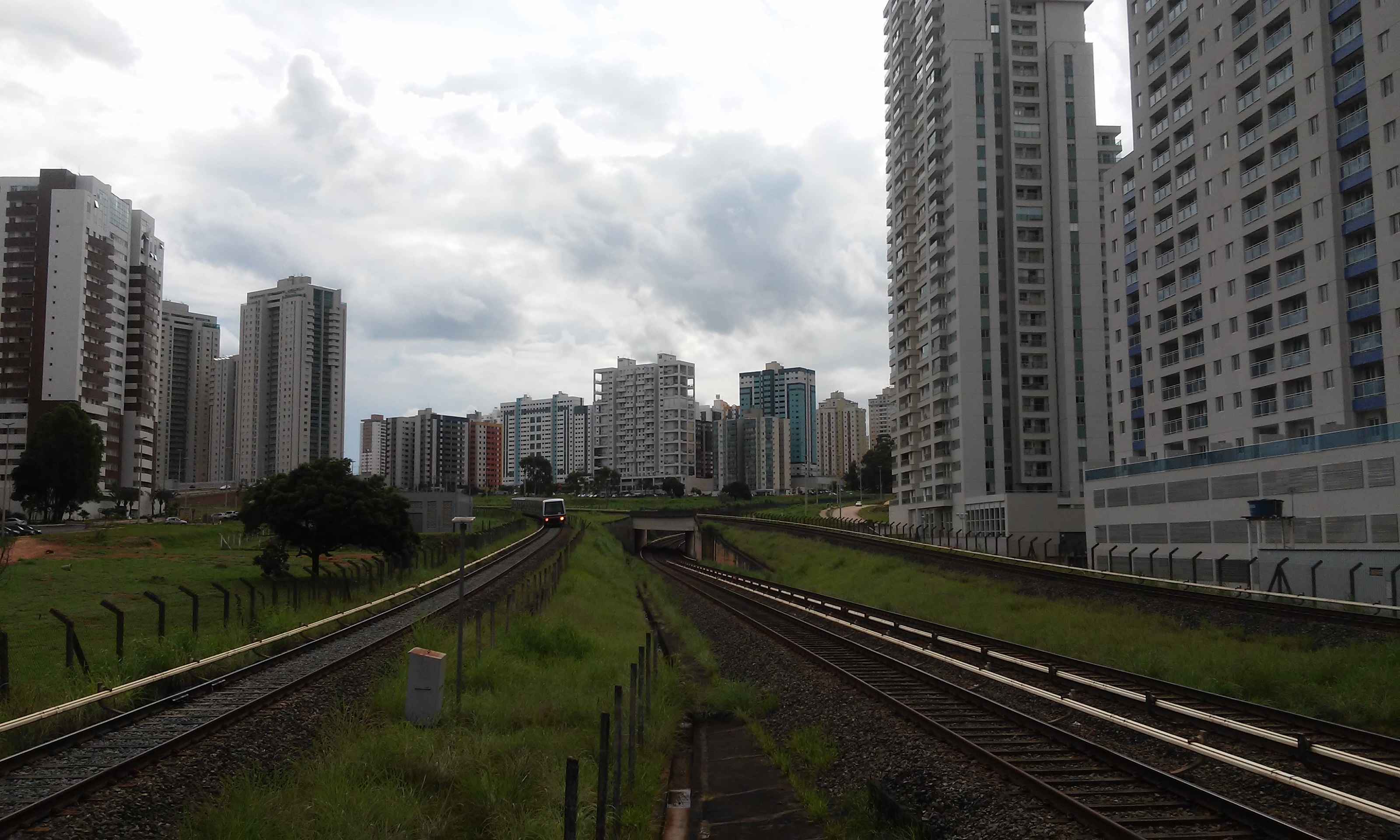
沿線の風景

1992年に建設が開始され、1999年の開通予定から大幅に遅れて2001年3月に暫定開業し、同年9月24日に正式に全ての区間で開業した。Metrô-DF（Companhia do Metropolitano do Distrito Federal）によって運営されており、月～土曜日は6:00～23:30まで、日曜日は7:00～19:00までの運行となっている。2路線24駅。。

## 路線
| 路線名  | 開業年 | 距離    | 駅数 | 区間                |
| ------- | ------ | ------- | ---- | ------------------- |
| Verde   | 2001年 | 33.5 km | 20   | Central ↔ Ceilândia |
| Laranja | 2001年 | 28.0 km | 16   | Central ↔ Samambaia |

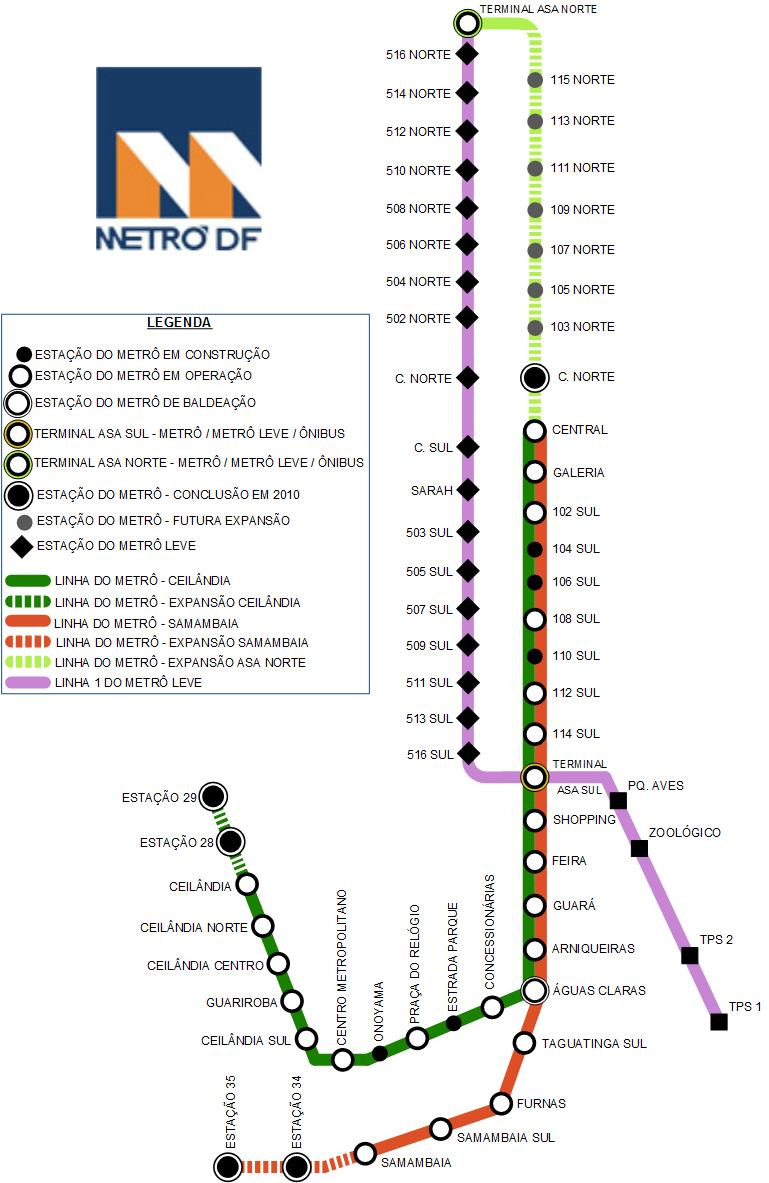
路線図

Verde（緑線）、Laranja（オレンジ線）の2路線が運行され、そのうちCentral駅からÁguas Claras 駅までは重複区間となっている。共通のCentral駅から114 Sul駅までとVerde線のPraça do Relógio駅付近が地下区間でその他は地表や高架を走る。

## 車両
アルストムブラジル（かつてのマフェルサ）で製造されたアルストムのメトロポリスシリーズ（4両編成）が開業時より導入されている。2016年には中国長春軌道客車製の車両も登場した。

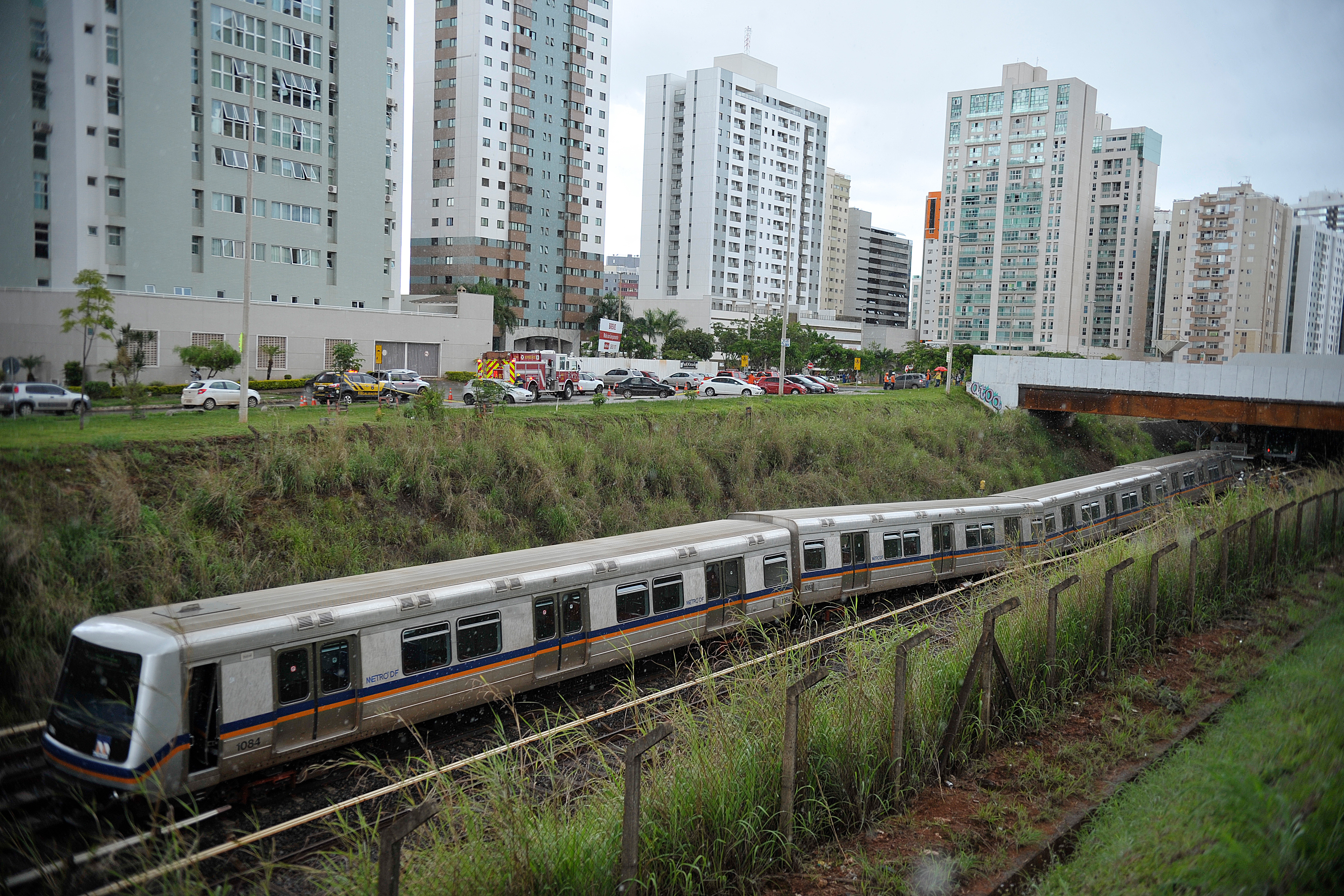
脱線したアルストムブラジル製のステンレス製の1次車
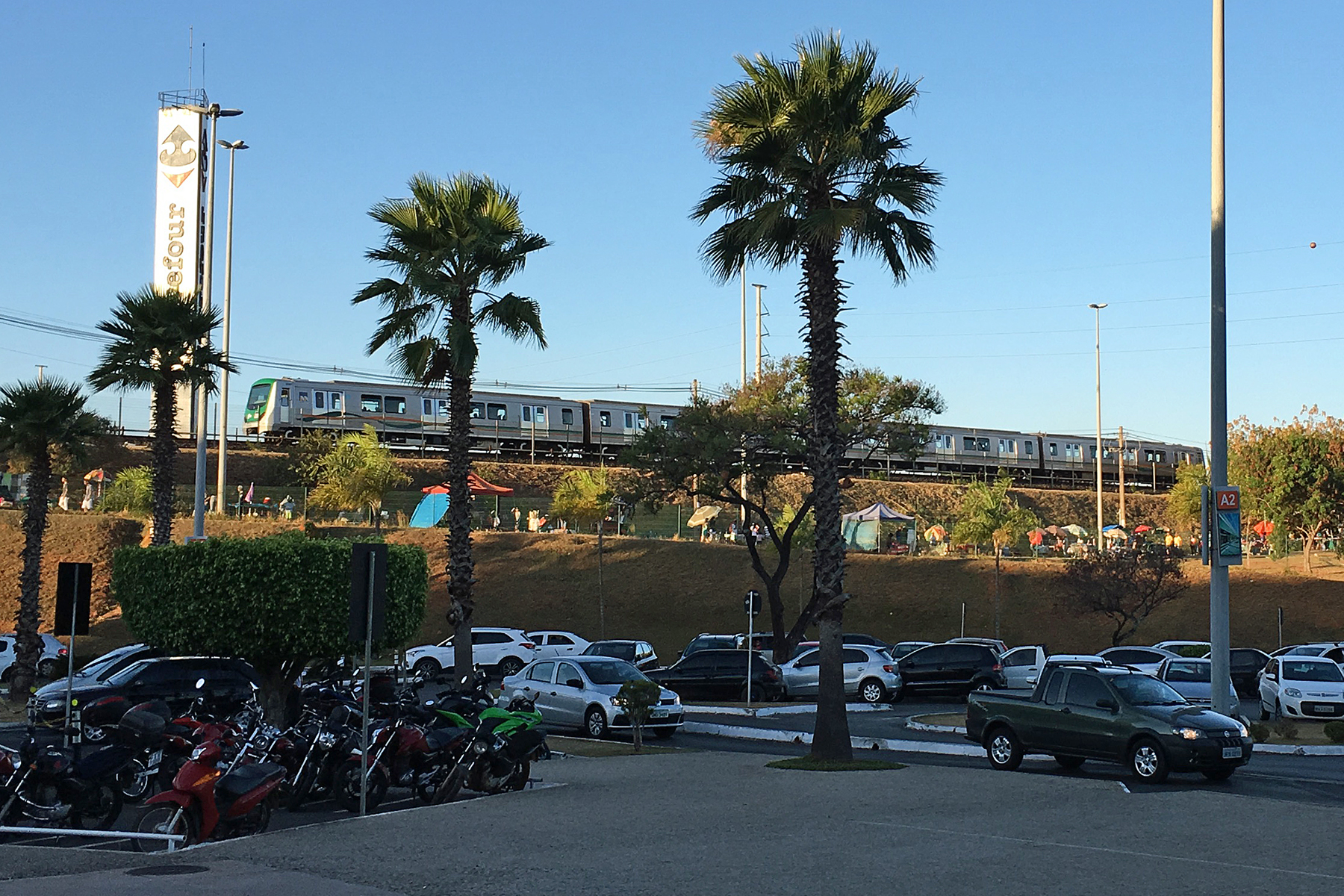
アルストムブラジル製のステンレス製の2次車
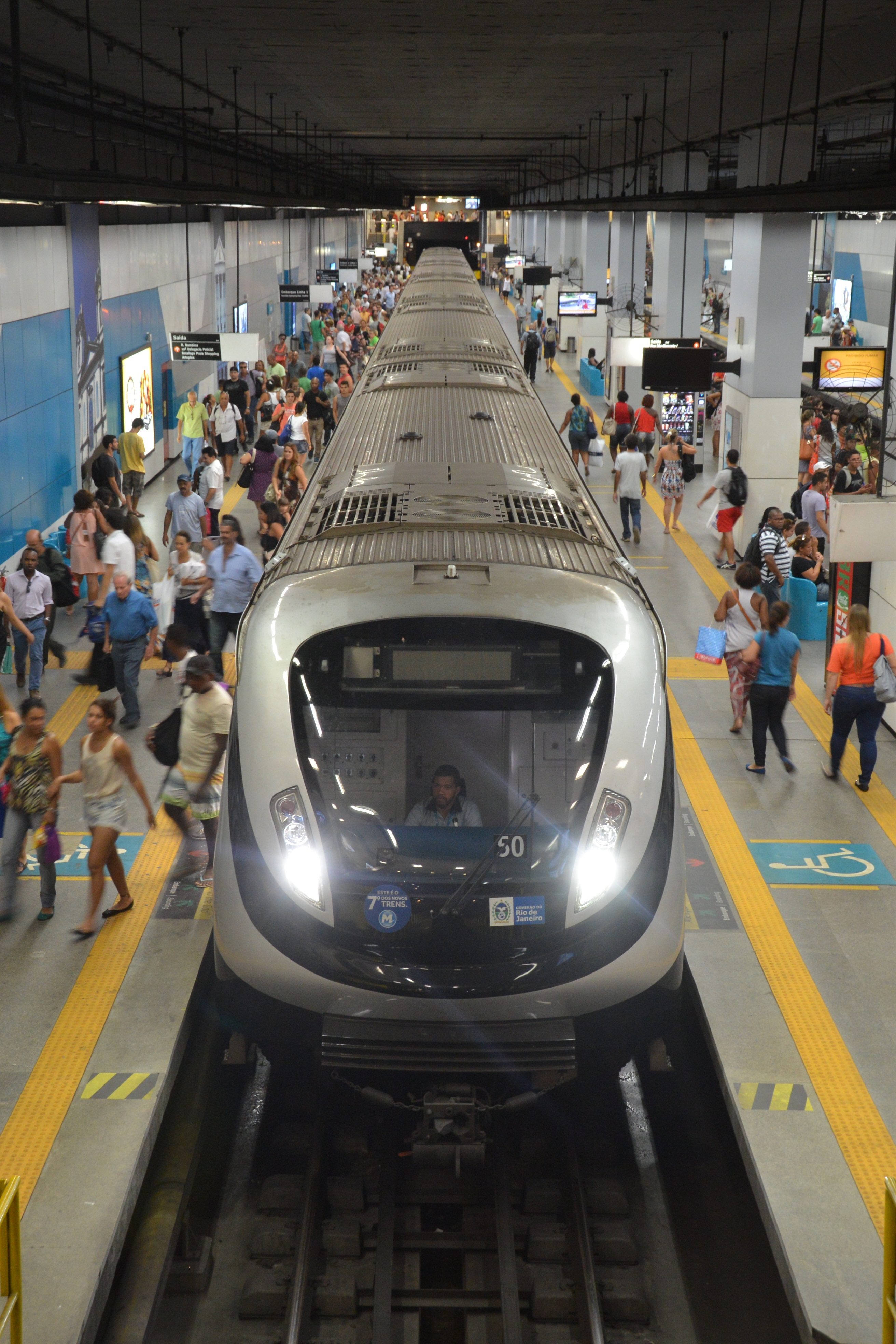
中国の長春軌道客車製の軽量ステンレス製車（画像は同型のリオデジャネイロ地下鉄の車両）

## 計画
途中の5駅が建設中となっているほか、Verde線、Laranja線でも延伸が行われる予定である。また、メーターゲージのライトレール路線が計画されており、プレジデント・ジュセリノ・クビシェッキ国際空港までを結ぶ計画である。